# Tianguá
Tianguá è un comune del Brasile nello Stato del Ceará, parte della mesoregione del Noroeste Cearense e della microregione di Ibiapaba.

## Etimologia
Il toponimo "Tianguá", secondo il libro "Tianguá ... Radici della sua storia e cultura", pagina 99, è un termine portoghese dalle parole Tupi "Tyanha" (gancio) e "Guaba" (acqua), che vale a dire: gancio (forquilha) che trattiene le acque, in allusione al fiume Tianguá (torrente che passa a sud della città) e ai suoi affluenti (biforcazioni).

## Storia
Inizialmente le terre della città erano la posizione di un villaggio di nativi Tabajara. Fu elevato al comune nel 1890 e la sua emancipazione nella cittadinanza avvenne solo nel 1939.

## Religione
La città è per lo più cristiana cattolica.

## Sindaci
- José Jaydson Saraiva de Aguiar (2018-2018) PTB
- Francisco Cleber Fontenele Silva (2018-2019) PTB

- Luiz Menezes de Lima (2019-2020) PSDB